# Jaime Álvarez Cisneros
Jaime Álvarez Cisneros (Morelos, 26 de septiembre de 1974)  es un abogado y financiero. Desarrollador inmobiliario, fideicomiso, inversión y financiación.

## Carrera
En la década de 1990, Álvarez se desempeñó como analista y asesor jurídico en algunas compañías mexicanas. Fue elegido diputado local por la vía plurinominal a la XLIX Legislatura del Congreso del Estado de Morelos de 2003 a 2006. Tras ocupar algunos cargos en el Movimiento Ciudadano, el 29 de septiembre de 2009 tomó protesta como diputado por la LXI Legislatura del Congreso de la Unión en representación de Morelos, permaneciendo en su cargo hasta el año 2012. Acto seguido fue nombrado Secretario de Turismo del estado de Morelos. Nuevamente fue elegido diputado local por la vía plurinominal a la LIII Legislatura del Congreso de Morelos de 2015 a 2018.